# Kunpengopterus
Kunpengopterus ist eine Gattung von langschwänzigen Flugsauriern aus der Gruppe der Wukongopteridae. Die einzige bekannte Art der bislang monotypischen Gattung ist Kunpengopterus sinensis aus den Daohugou-Schichten im Nordosten der Volksrepublik China.

## Etymologie und Forschungsgeschichte
Der Gattungsname setzt sich zusammen aus der Pinyin-Bezeichnung „Kun-Peng“ für ein Wesen aus der chinesischen Mythologie, welches sich von einem großen Fisch oder Wal („Kun“) in einen Vogel („Peng“) verwandeln kann und der, bei Vertretern der Flugsaurier häufig verwendeten, Endung „-(o)pterus“, latinisiert nach dem altgriechischen πτερόν (pterón) „Flügel“. Der Artzusatz „sinensis“ bezieht sich auf die Fundorte in China. Der Artname lässt sich grob also in etwa mit „Chinesischer (Fisch-Vogel)-Flügler“ übersetzen.
Die Erstbeschreibung von Gattung und Typusart erfolgte 2010 durch Xiaolin Wang und eine Gruppe von Co-Autoren auf Basis des Holotypus IVPP V 16047 aus den Daohugou-Schichten von Liaoning. Gleichzeitig mit der Erstbeschreibung wiesen die Autoren das Taxon der ein Jahr zuvor neu aufgestellten Familie der Wukongopteridae zu.
Im Jahr darauf wurden durch Lü et al. die Überreste eines Flugsauriers (ZMNH M 8802) aus analogen Fundschichten der Provinz Liaoning zunächst als Vertreter der Gattung Darwinopterus beschrieben. Diesem Fossil kam insofern besondere Bedeutung zu, dass sich zwischen den Beinen des Flugsauriers, etwas abseits des Beckens, der Abdruck eines Eies nachweisen ließ. Es handelte sich also offenbar um ein trächtiges Weibchen. Das Fehlen eines, für Vertreter der Gattung Darwinopterus typischen, Knochenkammes am Schädel wurde von den Autoren als Ausdruck eines Sexualdimorphismus erklärt. Die Gegenplatte (IVPP V 18403) zu ZMNH M 8802 gelangte erst später in die Hände von Wissenschaftlern und enthielt neben weiteren Skelettelementen auch noch die Überreste eines zweiten Eies, das sich zum Zeitpunkt der Fossilwerdung offenbar noch im Leib des Muttertieres befand. Der Fund der Gegenplatte veranlassten Wang et al. 2015 dazu die ursprüngliche Diagnose von Lü zu revidieren und das Fossil der Gattung Kunpengopterus, jedoch ohne Artzuweisung (Kunpengopterus sp.) zuzuordnen.
2017 wurde durch Cheng et al. ein zweites Fossil (IVPP V 23674) aus der Provinz Liaoning beschrieben, das sich eindeutig dem Taxon Kunpengopterus sinensis zuordnen ließ. Die Autoren wiesen zudem darauf hin, dass sich das eiertragende Doppelfossil (IVPP V 18403/ZMNH M 8802) in der Form der 5. Zehe deutlich von Kunpengopterus sinensis unterscheidet und zumindest auf Artebene einem eigenständigen Taxon zugewiesen werden sollte.

## Fossilbeleg und Alter
(IVPP = Institute of Vertebrate Paleontology and Paleoanthropology, ZMNH = Zhejiang Museum of Natural History)
- IVPP V 16047: Holotypus; nahezu vollständig erhaltenes, teilartikuliertes Skelett mit vollständig erhaltenem Schädel und Unterkiefer.[2]
- IVPP V 23674: Weitgehend vollständiges Skelett inklusive Schädel und Unterkiefer.[1]
- ZMNH M 8802/IVPP V 18403: Platte und Gegenplatte mit den fossilen Überresten eines weiblichen Exemplars das möglicherweise der Gattung Kunpengopterus zuzuordnen ist. Das Fossil enthält zusätzlich die Überreste von 2 Eiern.[4][5]

Alle bislang bekannten Überreste von Kunpengopterus wurden aus den Daohugou-Schichten bzw. der übergeordneten Tiaojishan Formation der Provinz Lianoning beschrieben. Radiometrische Datierungen der Tiaojishan Formation weisen auf ein Sedimentationsalter von 153–165 Ma hin.

## Merkmale der Gattung

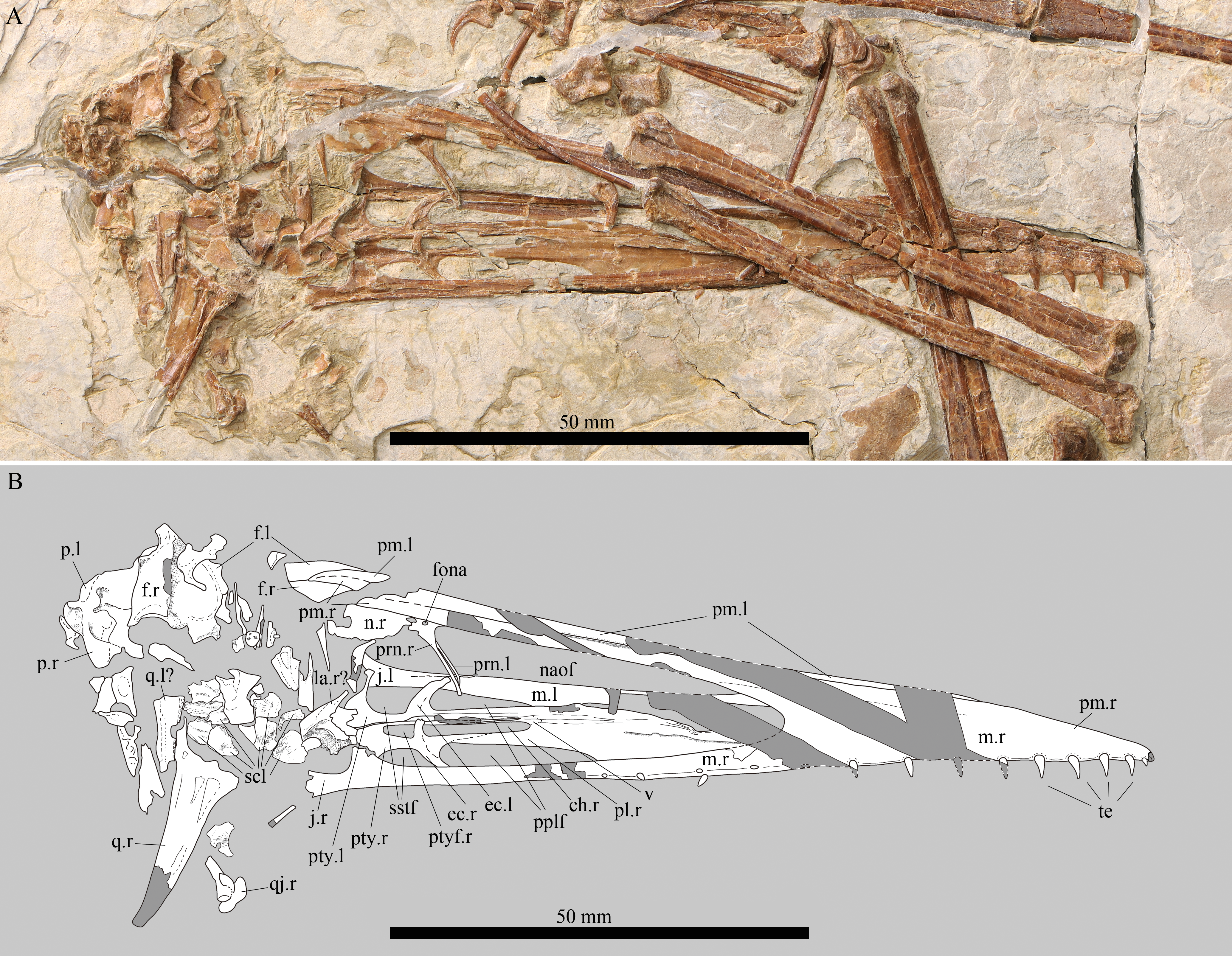
Detailansicht und Interpretationsskizze des Schädels von Kunpengopterus sinensis. Aus Cheng et al., 2017

Die Beschreibung der Merkmale folgt, sofern nicht anders angegeben, der Analyse von Cheng et al., 2017. In Klammer angeführte Abkürzungen beziehen sich auf die entsprechenden Abbildungen rechts und oben.
Kunpengopterus war mit einer geschätzten Flügelspannweite von 79 cm (IVPP V 23674) ein eher kleinwüchsiger Vertreter der Pterosauria. Wie bei allen Vertretern der Wukongopteridae zeigen sich sowohl Merkmale der basalen Pterosauria als auch der Pterodactyloidea. Kunpengopterus und die Wukongopteridae im Allgemeinen gelten damit als „Mosaiktaxa“ in denen als Übergangsformen die Merkmale unterschiedlicher Gruppen vereinigt sind. Als basale Merkmale gelten:
- Eine lange Schwanzwirbelsäule („cdv“) die durch spangenartig verlängerte Zygapophysen und Hämapophysen der einzelnen Schwanzwirbel versteift wird - Vertreter der Pterodactyloidea haben in der Regel einen kurzen Schwanz der nicht durch verlängerte Wirbelfortsätze versteift wird
- Eine fünfte Zehe mit zwei langen Zehengliedern (Phalangen) - bei Vertretern der Pterodactyloidea ist die fünfte Zehe verkümmert und zeigt nur eine Phalange

Andere Merkmale stellen Kunpengopterus und die übrigen Vertreter der Wukongopteridae hingegen in ein verwandtschaftliches Naheverhältnis zu den Pterodactyloidea:
- Die äußere Nasenöffnung (Naris externa) und das Antorbitalfenster (Fenestra antorbitalis) sind bereits zu einem gemeinsamen Schädelfenster (Nasoantorbitalfenster; „naof“) verschmolzen. Die Grenze zwischen Nasenöffnung und Antorbitalfenster wird zwar noch durch einen Fortsatz („prn“) des Nasenbeins („n“) markiert, dieser Fortsatz steht jedoch nicht mehr in Kontakt mit der Maxilla und trennt die beiden Teilfenster nur unvollständig voneinander ab.
- Die Halswirbel („cv“) sind verlängert. Halsrippen sind zwar noch vorhanden, aber stark verkümmert.

Der Mittelhandknochen („mcIV“) des flügeltragenden vierten Fingers nimmt bei Kunpengopterus eine Art Zwischenstellung ein. In Relation zum ersten Glied des vierten Fingers („ph1d4“) und zu den beiden Unterarmknochen („ul“ und „ra“) ist er deutlich länger als bei den basalen Pterosauria, aber kürzer als bei den Pterodactyloidea.
Neben diesen allgemeinen Merkmalen unterscheidet sich Kunpengopterus von den anderen Vertretern der Wukongopteridae durch folgende Autapomorphien:
- Die Hinterhauptregion ist gerundet.
- Das Nasoantorbitalfenster („naof“) erstreckt sich über etwa 40 % der gesamten Schädellänge.
- Der Oberkieferfortsatz des Jochbeins („j“) ist dünn und relativ kurz.
- Ein nach vorne gerichteter Fortsatz am Schambein (Präpubis; „ppu“) ist sehr kurz und breit.
- Die erste Phalange der fünften Zehe ist relativ kurz und weist nur etwa 70 % der Länge des benachbarten vierten Mittelfußknochens auf.
- Die zweite Phalange der fünften Zehe („pph2d5“) ist bumerangförmig und die beiden Segmente schließen einen Winkel von etwa 145° ein, wobei das proximale Segment der Phalange nur etwa 30 % der Länge des distalen Segments misst.

Im Gegensatz zu einigen anderen Vertretern der Wukongopteridae zeigt Kunpengopterus keine Anzeichen für einen sagittalen Knochenkamm im Bereich der Prämaxilla („pm“). Der Holotypus (IVPP V 16047) zeigt im Bereich des Stirnbeins („f“) allerdings Reste von Weichteilgewebe die zu einem nicht verknöcherten Schädelkamm unbekannter Form und Größe gehören könnten.
Die distalen, krallenbewehrten Phalangen des ersten bis dritten Fingers weisen dorsal am Ansatz ein zusätzliches winziges Knöchelchen auf. Diese Sesambeine werden in Zusammenhang mit dem Musculus extensor digitorum brevis interpretiert.

## Systematik
Die Wukongopteridae wurden 2010 durch Wang et al. definiert als der jüngste gemeinsame Vorfahre von Wukongopterus lii und Kunpengopterus sinensis und alle seine Nachfahren. Die Gattungen Wukongopterus, Darwinopterus, Kunpengopterus und Changchengopterus wurden als Mitglieder dieser Gruppe angeführt. Kurz zuvor hatten Lü et al. Darwinopterus als Schwesterntaxon der Pterodactyloidea identifiziert und beide, nach dem gemeinsamen Merkmal eines vereinigten Nasoantorbitalfensters, in der Klade der Monofenestrata zusammengefasst. In einer erweiterten phylogenetischen Analyse aus dem Jahr 2017 gelang es allerdings nicht den Nachweis zu erbringen, dass die Wukongopteridae eine monophyletische Gruppe bilden, während sowohl die Pterodactyloidea als auch die Monofenestrata offenbar jeweils monophyletische Gruppen bilden. Die Vertreter der Wukongopteridae werden in dieser Arbeit deshalb schlicht als „basale Monofenestrata“ bezeichnet und keiner eigenständigen Gruppe zugeordnet. Das nebenstehende Kladogramm zeigt das Ergebnis dieser Analyse in stark vereinfachter Form. Die verwandtschaftlichen Beziehungen der basalen Monofenestrata und damit auch die systematische Stellung von Kunpengopterus sind jedoch noch keineswegs abschließend geklärt.

## Palökologie
Die Sesambeine an den distalen Gliedern des ersten bis dritten Fingers deuten auf eine baumbewohnende Lebensweise hin. Über die Ernährungsweise von Kunpengopterus ist wenig bekannt. Auf der Gesteinsplatte des Holotypus IVPP V 16047 befindet sich eine unförmige Masse aus Schuppen und Skelettelementen von Fischen; ein direkter Zusammenhang mit den Überresten des Flugsauriers ist jedoch nicht nachweisbar. Vermutet wird, dass sich Kunpengopterus von Insekten oder eventuell auch von kleinen Fischen ernährt haben könnte.